# Osnovna šola bratov Polančičev Maribor
Osnovna šola bratov Polančičev Maribor je ustanovljena za potrebe skupnega šolskega okoliša, ki obsega celotno območje Mestne četrti Ivan Cankar in del Mestne četrti Center. Ustanovitelj šole je Mestna občina Maribor.
Šola sodeluje v nacionalnem projektu Zdrava šola in je članica UNESCO ASPnet središča za Osrednjo Štajersko Maribor.

## Zgodovina šole
... Leta 1873 je bilo v Krekovi ulici zgrajeno novo šolsko poslopje. Vanj se je vselila glavna deška šola s petimi razredi. Število učencev je hitro naraščalo, zato je bila ustanovljena nova deška osnovna šola in glavna šola je dobila novo ime Prva deška osnovna šola. Iz nje se je leta 1891 razvila deška meščanska šola.  Zavod je dobil ime  Splošna deška  ljudska in meščanska šola, vodil pa ga je vsakokratni ravnatelj deške šole. Tako je ostalo do leta 1919. [1]
Med prvo svetovno vojno je bila v njej bolnišnica, zato je šola delovala omejeno. Po prvi svetovni vojni je šola postala slovenska in poučevati so začeli slovenski učitelji. [2]
V šolskem letu 1934/35 je imela šola skoraj 800 učencev in se je imenovala Državna deška meščanska šola generala Maistra. [3]
Pred nemško okupacijo spodnje Štajerske je ravnatelj šole Simon Dobernik v kleti šole skril vso pomembnejšo dokumentacijo šole, med drugim tudi vse šolske kronike. Tako je prihodnjim rodovom ohranil dragocene zapise o zgodovini šole. [2]
S prihodom nemškega okupatorja je ravnatelj aprila 1941 moral predati šolo nemški civilni upravi, ki jo je uporabila za svoje potrebe. [3]
Po osvoboditvi se je pouk v stavbi pričel 10. oktobra 1945. V šolskem letu 1946/47 se je šola združila z gimnazijo, šest let kasneje pa se je gimnazija razdelila na nižjo in višjo. Šola v Krekovi ulici je takrat postala  V. nižja gimnazija. [2]
V šolskem letu 1958/59 se je šola preimenovala v VI. osnovno šolo. S tem je postala popolna osemletna osnovna šola. [3]
V šolskem letu 1959/60 se je šola preimenovala v Osnovno šolo bratov Polančičev. Brata Ivo in Lovro Polančič sta bila nekoč učenca šole, ki ju je zaradi sodelovanja v osvobodilnem boju ubil nemški okupator. V šolskem letu 1971/72 so potekale priprave na združitev Osnovne šole bratov Polančičev in Osnovne šole Antona Aškerca.  Šolsko leto 1972/73 sta združeni šoli pričeli delo pod imenom Osnovna šola bratov Polančičev. V stavbi v Krekovi ulici 1 so imeli pouk učenci od 5. do 8. razreda, v stavbi nekdanje osnovne šole Antona Aškerca v Aškerčevi ulici 6 pa učenci od 1. do 4. razreda. V šolo je bilo takrat vpisanih 696 učencev. [2]
Stavba v Aškerčevi ulici je bila zgrajena leta 1907. [6]
Od leta 1925 je v tej stavbi delovala v okviru Mestnega dekliškega zavoda Vesna, Gospodinjska šola Vesna. Šola je bila internatskega tipa, v njej pa so se šolala dekleta srednje in višje družbene plasti. Šola je delovala kot dekliška do leta 1947. [2]
Leta 1954 se je v poslopje preselila Osnovna šola V. [1, 5]
Leta 1960 se je preimenovala v Osnovno šolo Antona Aškerca. [5]
V avgustu 1980 so se začela dela za notranjo obnovo šolske stavbe v Aškerčevi ulici 6 in gradnjo prizidka. Dela so bila končana do avgusta 1982. V šolskem letu 1982/83 je pouk za vse učence potekal v obnovljenem starem delu šole v Aškerčevi ulici 6 in v novo zgrajeni stavbi v Prešernovi ulici 19. [4]
Nekdanje šolske prostore v Krekovi ulici 1 pa je za svoje potrebe uporabila Prva gimnazija Maribor.
V šolskem letu 2001/02 smo prvič vpisali učence v 1. razred devetletne osnovne šole in s tem odprli vrata devetletni osnovni šoli.

## Znani Slovenci, ki so obiskovali šolo
Vasja Samec, Uroš Mencinger, Zoran Predin, Matjaž Fištravec, Zvezdana Bercko, Matjaž Kek, Irena Polak Fištravec, Belinda Škarica - Radulović, Aleš Hauc, Darja Švajger, Martina Rajšp, Matjaž Latin, Zlatko Zahovič, Aglaja Falcieri, Jernej Fesel Kamenik, Matjaž Plošinjak, Oksana Pečeny, Avgust Demšar